# Rickard Berghorn
Rickard Karl Johan Berghorn, egentligen Beghorn, ursprungligen Anders Karl Johan Svensson, född 18 november 1972, är en svensk författare, förläggare, översättare och tidigare redaktör för skräcktidskriften Minotauren. Han har också använt sig av pseudonymen Rickard Winter. Berghorn har skrivit egna skräcknoveller för bland andra Jules Verne-magasinet och två radiopjäser för Sveriges Radio P3, Svartsjukans anatomi och Necronomicon i Sverige.
Berghorn driver förlaget Aleph bokförlag som specialiserat sig på fantastisk genrelitteratur, främst klassisk skräck. Aleph gav också ut tidskriften Minotauren. Bland författarna vars böcker förlaget har gett ut finns till exempel Steven Savile, Bertil Falk, Aurora Ljungstedt och H.P. Lovecraft. Sedan juli 2020 utger förlaget tidskriften Kontrast Magasin.
Specialiserad på klassisk skräcklitteratur har Berghorn tillsammans med Annika Johansson skrivit en historik över skräcklitteraturens historia, Mörkrets mästare. Där behandlade Berghorn äldre skräcklitteratur fram till H. P. Lovecraft, med tonvikt på Emanuel Swedenborgs inflytande.

## Översättningar
- H. P. Lovecraft: Sökandet efter det drömda Kadath (The dream-quest of unknown Kadath) (översatt tillsammans med Jens Heimdahl) (Aleph, 2004)
- Arthur Machen: Den store guden Pan och Det innersta ljuset (The great god Pan) (översatt tillsammans med Fredrik F.G. Granlund och Arthur Isfelt) (Hastur, 2011)